# Daniel Jensen
Daniel Monberg Jensen (Copenhaguen, 25 de juny de 1979) és un futbolista danès, que ocupa la posició de migcampista.

## Trajectòria
Va començar la seua carrera al B93, amb qui debuta en categoria sénior a la tardor de 1996. Un any abans ja havia jugat amb la selecció danesa sub-19. La seua progressió possibilita que al juliol del 2008 signe pel Heerenveen.
Hi disputa 122 partits amb l'equip neerlandès, fins que el 2003 marxa al Reial Múrcia, de la primera divisió espanyola, que acabaria cuer de la classificació eixe any. La temporada 04/05 s'incorpora al Werder Bremen per un milió d'euros. Amb el conjunt alemany hi guanya la Premiere Ligapokal del 2006.

## Selecció
Jensen ha estat internacional amb Dinamarca en 46 ocasions, tot marcant tres gols. Va participar en l'esquadra danesa que va acudir a l'Eurocopa de 2004.